# Nanomyina barbata
Nanomyina barbata är en tvåvingeart som först beskrevs av Aldrich 1902.  Nanomyina barbata ingår i släktet Nanomyina och familjen styltflugor. Inga underarter finns listade i Catalogue of Life.